# Militärmusik Vorarlberg

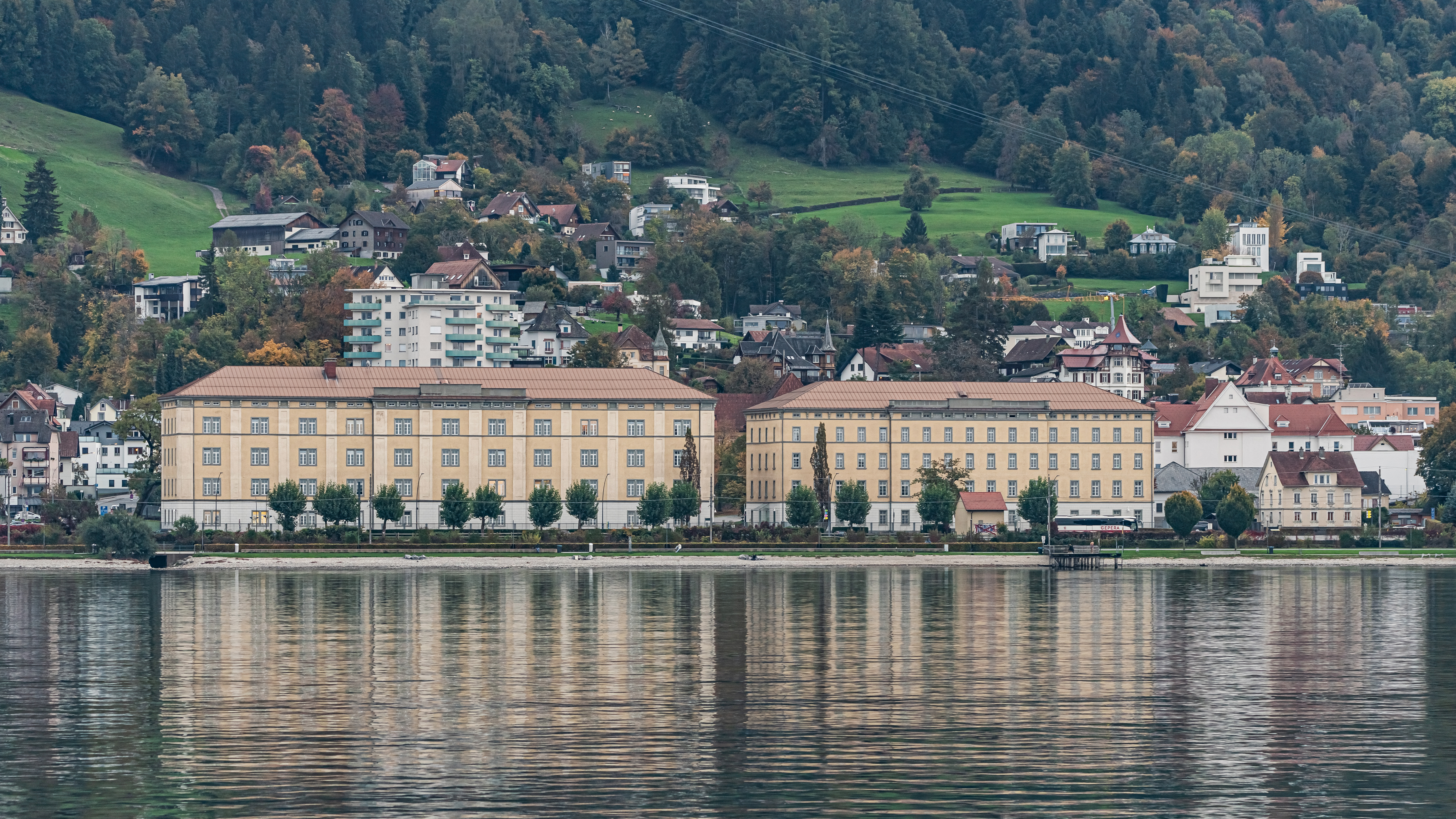
Das Kommandogebäude vom Bodensee aus gesehen

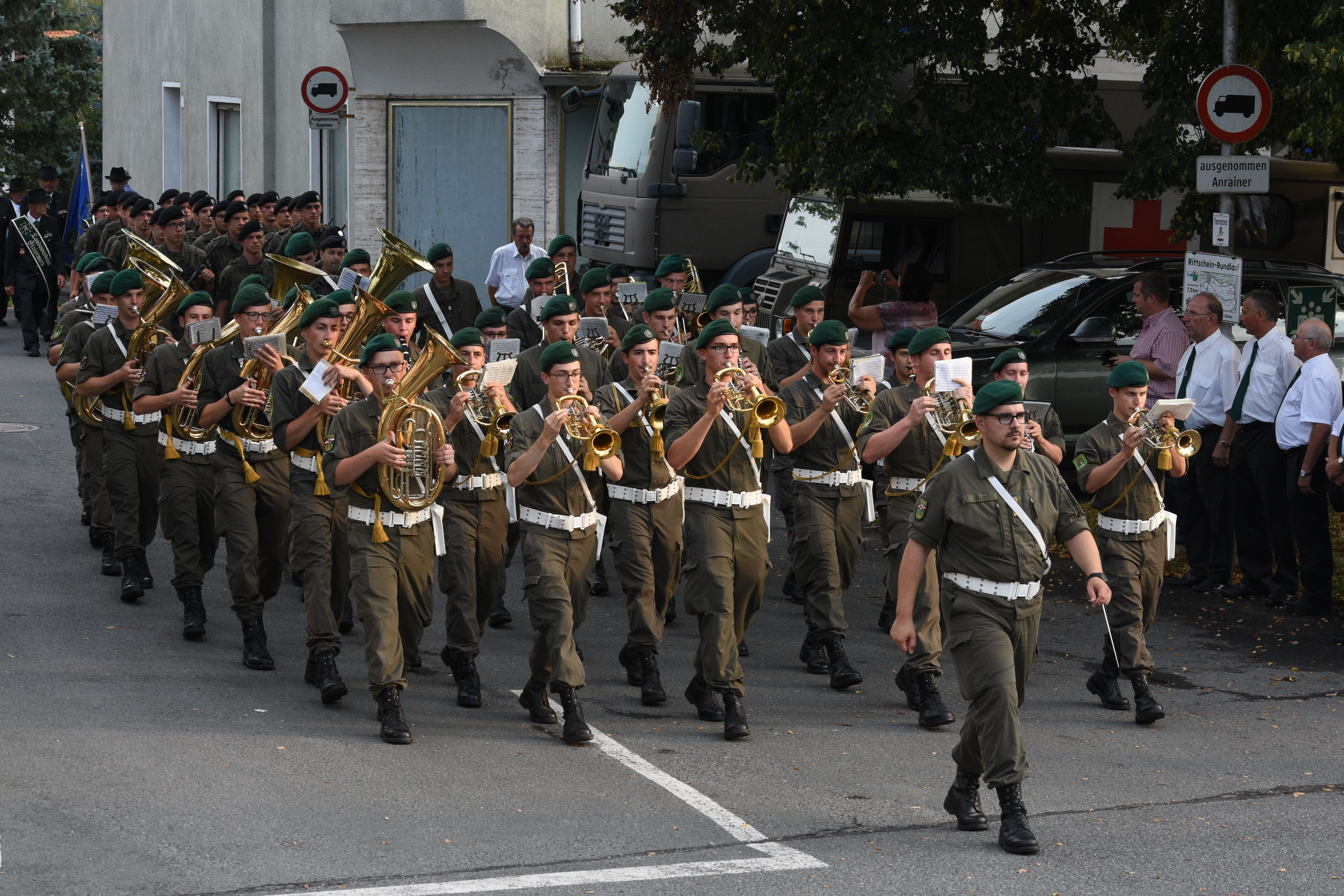
Militärmusik Vorarlberg

Die Militärmusik Vorarlberg dient in erster Linie der Ausbildung junger Musiker in Vorarlberg und den benachbarten Bundesländern. Ihren Sitz hat sie in der Kaserne Kommandogebäude Oberst Bilgeri in Bregenz. Jährlich nehmen ca. 40 Rekruten die Ausbildungsmöglichkeit in Anspruch und werden im Anschluss daran gerne als Kapellmeister oder in ähnlichen Funktionen in den örtlichen Musikvereinen eingesetzt. 

## Formationen
Derzeit tritt die Militärmusik Vorarlberg in folgenden Formationen auf:

### Gesamtkapelle
Als Gesamtkapelle (ca. 50 Musiker) zu den verschiedenen Anlässen wie z. B. Eröffnung der Bregenzer Festspiele, Empfang hoher Persönlichkeiten aus Politik, Wirtschaft und Kultur, Konzerte im In- und Ausland, Rasenshows bei festlichen Anlässen, Mitwirkung bei Veranstaltungen der Länder, Gemeinden, karitativen Organisationen, Sportveranstaltungen, Angelobungen, Großer Zapfenstreich von Österreichs Bundesheer, Teilnahme an internationaler Militärmusiktreffen. Der musikalische Höhepunkt ist das alljährlich stattfindende Galakonzert im Festspielhaus.

### Kleine Harmonie
Als Kleine Harmonie in kleiner Blasmusikbesetzung mit 20 Musikern (Egerländer Besetzung) für böhmische und egerländer Unterhaltungsmusik, Frühschoppen und Abendunterhaltungen.

### Bläserensemble
Das Bläserensemble (5 Musiker) in Kammermusikbesetzung mit Literatur aller Epochen zur Umrahmung von festlichen Anlässen verschiedener Art (Staatsbürgerschaftsverleihung, Gottesdienste usw.).

### Jazzensemble
Jazzensemble Von der Combo bis zur Big-Band werden Jazzstandards dargeboten.

## Geschichte
Beim geschichtlichen Rückblick auf das Militärmusikwesen in Vorarlberg fällt auf, dass in der k. u. k. Zeit die Anzahl der Militärmusiker durch den ständigen Wechsel der Regimenter im Land, stark schwankte.
Erst seit der Ersten Republik besitzt Vorarlberg eine eigene Militärmusik. Sie gehörte zum selbständigen Alpenjägerbataillon Nr. 4 und wurde von Karl von Thann (1877–1946) sehr erfolgreich geleitet.
Nach dem Zweiten Weltkrieg begann der damalige Kommandant des in Bregenz und Lochau stationierten Jägerbataillons Nr. 23, Major A. Überacker, in Eigeninitiative mit der Aufstellung einer Militärmusik. Die Musiker spielten damals zunächst „ehrenamtlich“. Sie hatten ihre hauptsächliche Verwendung im Jägerbataillon.
Im Jahre 1959 wurde Stabswachtmeister Josef Kohsich vom Gardebataillon Wien mit der Führung der Militärmusik Vorarlberg beauftragt. Seit dieser Zeit ist diese Einrichtung ein fester Bestandteil im militärischen und kulturellen Leben Vorarlbergs.
Von 2001 bis 2008 lag die Leitung der Militärmusik Vorarlberg in den Händen von Militärmusikkapellmeister Karl Gamper, vor allem die musikalische Aus- und Weiterbildung der Musiker.

## Bisherige Militärkapellmeister
- Milkplm Obst Prof Franz Reiter 1959–1973
- Musikmeister Vzlt Hans Zaisberger 1973–1976 (mit der Führung betraut)
- Milkplm Oblt Eduard Stallinger 1976–1979
- Milkplm Obst Prof. Erich Hendl 1979–1999
- Milkplm Mjr Ernst Herzog 1999–2000
- Musikmeister Vzlt Alois Jäger 2000 (mit der Führung betraut)
- Milkplm Mjr Karl Gamper 2001–2008
- Milkplm Mjr Johannes Apfolterer 2008–2009
- Milkplm Mjr Wolfram Öller seit 2010

## Sonstiges
Ab Oktober 2014 wurde aus Kostengründen die Auflassung von fünf österreichischen Militärkapellen, darunter auch die Militärmusik Vorarlberg, diskutiert. Im Dezember 2014 einigte sich die Regierung auf ein Behalten der neun Standorte, allerdings soll das Personal reduziert werden. Statt bisher 47 soll es künftig 20 Musiker pro Bundesland geben. Im Mai 2016 beschloss die österreichische Landeshauptleutekonferenz gemeinsam mit Verteidigungsminister Hans Peter Doskozil einen Stopp der Heeresreform: die Militärmusik soll in jedem Bundesland erhalten bleiben, jede Militärmusik soll aus 43 bis 47 Musikern bestehen.